# 城南旧事 (电影)
《城南旧事》是一部改编自女作家林海音同名小说的中国剧情片，由吴贻弓导演。影片1982年公映后，在海内外均获得了很高的评价，获得了中国电影金鸡奖最佳导演、最佳女配角和最佳音乐三项大奖，以及马尼拉国际电影节、贝尔格莱德国际电影节等奖项，该片是“文革”结束后中国内地第一次在国际影展中获得大奖的影片。

## 故事梗概
二十年代末，六岁的小姑娘林英子住在北京城南的一条小胡同里。通过她的视角，看到秀贞、妞兒、同學哥哥（小偷）、宋妈和父親等人在大时代里的人生……最后，英子随家人乘上远行的马车，带着种种疑惑告别了童年。

## 演员表
- 英子：沈洁
- 宋妈：郑振瑶
- 秀贞：张闽
- 英子父：严翔
- 小偷：张丰毅
- 妞儿：袁佳奕
- 英子母：洪融
- 冯大明：徐才根
- 秀贞母：朱莎
- 秀贞父：李农
- 换火柴的：乔林
- 老师：崇文平
- 密探：马景龙
- 宋妈侄：秦焰
- 换盆的：李季
- 油酱店伙计：谭宗尧
- 囚犯：田春奎
- 放话匣子的：史原

## 原声音乐
- 《送别》（作者：李叔同）
- 《麻雀与小孩》（作者：黎锦晖）

## 获奖与提名
| 获奖与提名                       | 获奖与提名     | 获奖与提名 | 获奖与提名 |
| 评奖名称                         | 奖项           | 获得者     | 结果       |
| -------------------------------- | -------------- | ---------- | ---------- |
| 第三届中国电影金鸡奖             | 最佳导演       | 吴贻弓     | 获奖       |
| 第三届中国电影金鸡奖             | 最佳女配角     | 郑振瑶     | 获奖       |
| 第三届中国电影金鸡奖             | 最佳摄影       | 曹威业     | 提名       |
| 第三届中国电影金鸡奖             | 最佳音乐       | 吕其明     | 获奖       |
| 第三届中国电影金鸡奖             | 最佳剪辑       | 蓝为洁     | 提名       |
| 第二届菲律宾马尼拉国际电影节     | 最佳故事片     |            | 获奖       |
| 第十四届贝尔格莱德国际儿童电影节 | 最佳故事片     |            | 获奖       |
| 第十届厄瓜多尔基多城国际电影节   | 二等奖——赤道奖 |            | 获奖       |

## 相关链接
- 《城南旧事》豆瓣专题 （页面存档备份，存于）
- 《城南旧事》时光网专题